# 타미 바

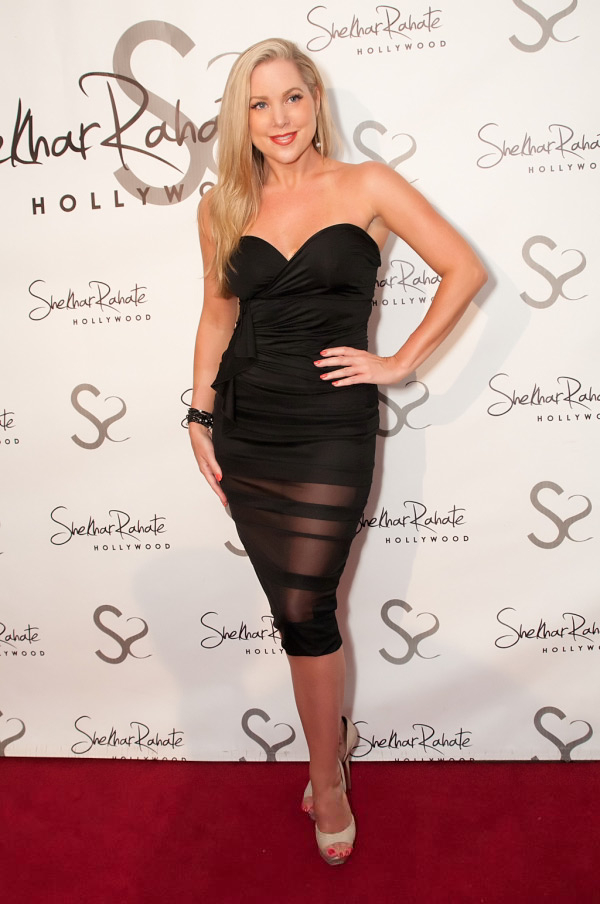

타미 바(Tammy Barr, 1950년 ~ )는 미국의 배우, 텔레비전 배우, 영화배우이다.

## 영화
- 그레이터 (2016년)
- 리틀 크리스마스 비즈니스 (2013년) - 캐시 역
- 테크니칼리 크레이지 (2013년)
- 리턴 투 벤전스 (2012년) - 테리 역
- 백스탭버 (2011년) - 마이라 역